# Tom Green (Schauspieler)
Thom Green (* 4. September 1991) ist ein australischer Schauspieler.

## Leben und Karriere
Er begann mit der Schauspielerei 2007, seine erste Rolle war im Fernsehfilm Emerald Falls des australischen Fernsehsenders Network Ten. Später erhielt er die Rolle des Samuel „Sammy“ Lieberman in der Jugendserie Dance Academy – Tanz deinen Traum!, die in Australien gedreht wurde. In der NBC-Dramedy-Fernsehserie Camp hat er seit Juli 2013 eine Hauptrolle inne.

## Filmografie (Auswahl)
- 2008: Emerald Falls (Fernsehfilm)
- 2008: The Ground Beneath
- 2009: Voyeurnet
- 2009: Home and Away (Seifenoper)
- 2010: Beneath Hill 60
- 2010–2012: Dance Academy – Tanz deinen Traum! (Dance Academy, Fernsehserie, 51 Folgen)
- 2011: Smith
- 2011: East West 101 (Fernsehserie, 1 Folge)
- 2012: Thirst
- 2012: Halo 4: Forward Unto Dawn (Miniserie, 5 Folgen)
- 2013: Camp (Fernsehserie)